# Смыслова, Нина Николаевна
Смыслова Нина Николаевна (4 декабря 1921 — 1 февраля 2010) — советская спортсменка, конница. Специализировалась в троеборье. 8-кратная Чемпионка СССР. Своих наивысших спортивных достижений она достигла под руководством легендарного тренера Антона Афанасьевича Жагорова.

## Биография
С двенадцати лет началось её увлечение лошадьми. С колхозом участвовала в агитационных пробегах, потом была кавалерийская школа Ярославля по комсомольскому набору ОСОАВИАХИМа. Там Нина Николаевна познакомилась со своим будущим мужем — Юрием Сергеевичем Смысловым.
По окончании спортивной карьеры в 1957 году, Нина Николаевна стала тренером ШВСМ по конному спорту и современному пятиборью г. Ленинграда. На этом поприще она воспитала целую плеяду учеников, многие из которых в дальнейшем стали хорошими специалистами-конниками — спортсменами, тренерами, судьями и владельцами конных клубов. Среди её учеников — Виктор Романов, Тамара Жеменева, Геннадий Николаевич Селезнёв, Маргарита Горбова.